# Denali
Denali (sau Muntele McKinley) este cel mai înalt vârf muntos din America de Nord, cu o înălțime de 6.194 m, fiind urmat de Muntele Logan. Se găsește în statul american Alaska, în Parcul Național Denali. Muntele poartă numele lui William McKinley, al 25-lea președinte al SUA. În limba indienilor athapask este numit Denali (în traducere „Mare”). Denali este de fapt și numele oficial al muntelui în Alaska.
Muntele Denali face parte din lanțul munților Alaska. A fost escaladat pentru prima oară în anul 1913 de către Hudson Stuck.

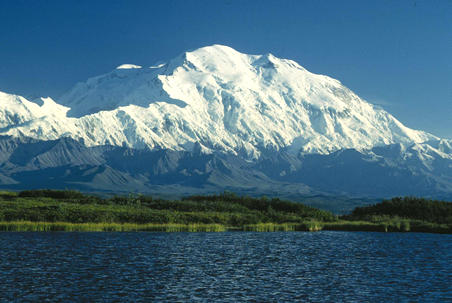
Muntele Denali are cea mai mare altitudine vizibilă bază-vârf dintre toate vârfurile planetei Pământ, măsurând aproximativ 5.400 m între punctele sale extreme.